# 正片 (電影雜誌)
《正片》（法語：Positif）是由伯納德·沙代爾於1952年創立的法國電影雜誌，它是現存歷史第二悠久的法語電影雜誌，僅晚於《電影筆記》；目前總部位於巴黎，每個月發行一期。
《正片》常被認為是另一個法國電影雜誌《電影筆記》的對手，雙方於法國新浪潮時期互相攻訐，《正片》當時許多影評認為新浪潮作品為自我感覺良好的資產階級運動，並特別推崇費德里柯·費里尼、路易斯·布紐爾等超現實主義派導演；在六八學運時期，兩者皆深受政治左傾影響，尤其《正片》自有一套以馬克思列寧主義分析電影的方法。

## 外部連結
- 官方網站 （页面存档备份，存于）